# Station Klementowice
Station Klementowice is een spoorwegstation in de Poolse plaats Klementowice.